# Dilophus minor
Dilophus minor är en tvåvingeart som beskrevs av Gabriel Strobl 1900. Dilophus minor ingår i släktet Dilophus och familjen hårmyggor. Inga underarter finns listade i Catalogue of Life.